# 珍珠軟梳䲁
珍珠軟梳䲁（學名：Malacoctenus margaritae），為輻鰭魚綱䲁形目脂䲁科軟梳䲁屬的一個種，分布於東太平洋巴拿馬及哥斯大黎加海域，深度1至21公尺，本魚頭部細長，吻尖，頸背有一對多分枝的觸鬚，眼上方有一條分枝的觸鬚，上頜後端上部被眼下骨質覆蓋，頭部下方鰓蓋前端之間有2個鰓孔，側線鱗片51-56片，背鰭棘與鰭條間有缺口，雌魚體白色，側邊有許多不規則的黃褐色至灰褐色斑點，腹部白色，鰓蓋大部分被一個大的淺邊褐色斑點覆蓋，繁殖期雄魚體色深綠至灰色，後背有深色條紋和3個黑點，背鰭硬棘21枚、背鰭軟條11枚、臀鰭硬棘2枚、臀鰭軟條21枚，體長可達6.5公分，棲息在岩石及礫石區，以無脊椎動物為食，生活習性不明。